# (34999) 1978 VC3
1978 VC3 (asteroide 34999) é um asteroide da cintura principal. Possui uma excentricidade de 0.19304030 e uma inclinação de 5.35251º.
Este asteroide foi descoberto no dia 7 de novembro de 1978 por Eleanor F. Helin e Schelte J. Bus em Palomar.